# Battaglia di Wertingen
Nella battaglia di Wertingen (8 ottobre 1805) le forze imperiali francesi guidate dai marescialli Gioacchino Murat e Jean Lannes attaccarono un piccolo corpo austriaco comandato dal feldmaresciallo Franz Xaver von Auffenberg. Questa azione, la prima battaglia della Campagna di Ulma, si concluse con una netta vittoria francese. Wertingen si trova a 28 chilometri a nord ovest di Augusta. La battaglia fu combattuta durante la guerra della terza coalizione, parte delle guerre napoleoniche.

## Antefatti
Attorno al 25 agosto l'imperatore francese Napoleone Bonaparte diresse la sua Grand Armée, forte di oltre 200 000 uomini, oltre il Reno. Questa enorme massa di soldati separata in sette corpi di armata, che marciavano in maniera strettamente coordinata, si spinse verso sud e attraversò il fiume Danubio aggirando da est la concentrazione di forze del generale Karl Mack von Leiberich a Ulma. Ignaro della forza che stava piombando su di lui, Mack rimase al suo posto, mentre le forze di Napoleone dilagavano verso sud attraverso il Danubio, tagliando le linee di comunicazione del generale austriaco con Vienna. Per ragioni non chiare, il 7 ottobre Mack ordinò ad Auffenburg di portare la propria divisione da Günzburg a Wertingen.

## Le forze in campo
L'avanguardia di Murat includeva le divisioni di cavalleria pesante del generale di divisione Dominique Louis Antoine Klein (16 squadroni del 1º, 14º, 20º e 26º reggimento dragoni) e del generale di divisione Marc Antoine de Beaumont (18 squadroni del 4º, 5º, 8º, 9º, 12º e 16º dragoni), più una brigata di cavalleria leggera del generale di brigata Antoine Charles Louis de Lasalle (8 squadroni del 9º e 10º ussari), per un totale di 42 squadroni. Questi erano sostenuti da otto battaglioni della divisione granatieri del generale di divisione Nicolas Charles Oudinot e da tre battaglioni del 28º reggimento di fanteria leggera.
Sotto il comando di Auffenberg c'erano 26 battaglioni di fanteria, 20 squadroni di cavalleria e 24 cannoni. La divisione del feldmaresciallo Maximilien de Baillet comnprendeva i reggimenti di Fanteria Kaunitz Nr. 20, Arciduca Ludwig Nr. 8 e Franjo Jelacic Nr. 62, una brigata di quattro battaglioni di granatieri, i corazziere del reggimento Albert Nr. 3 e i cavalleggeri del reggimento Rosenberg Nr. 6. La divisione del feldmaresciallo Federico Francesco Saverio di Hohenzollern-Hechingen era composta dai reggimenti di fanteria Spork Nr. 25, Württemberg Nr. 38, Reuss-Greitz Nr. 55, Stuart Nr. 18, dal reggimento ussari Palatino Nr. 12 e dal reggimento cavalleggeri Latour Nr. 4.

## La battaglia

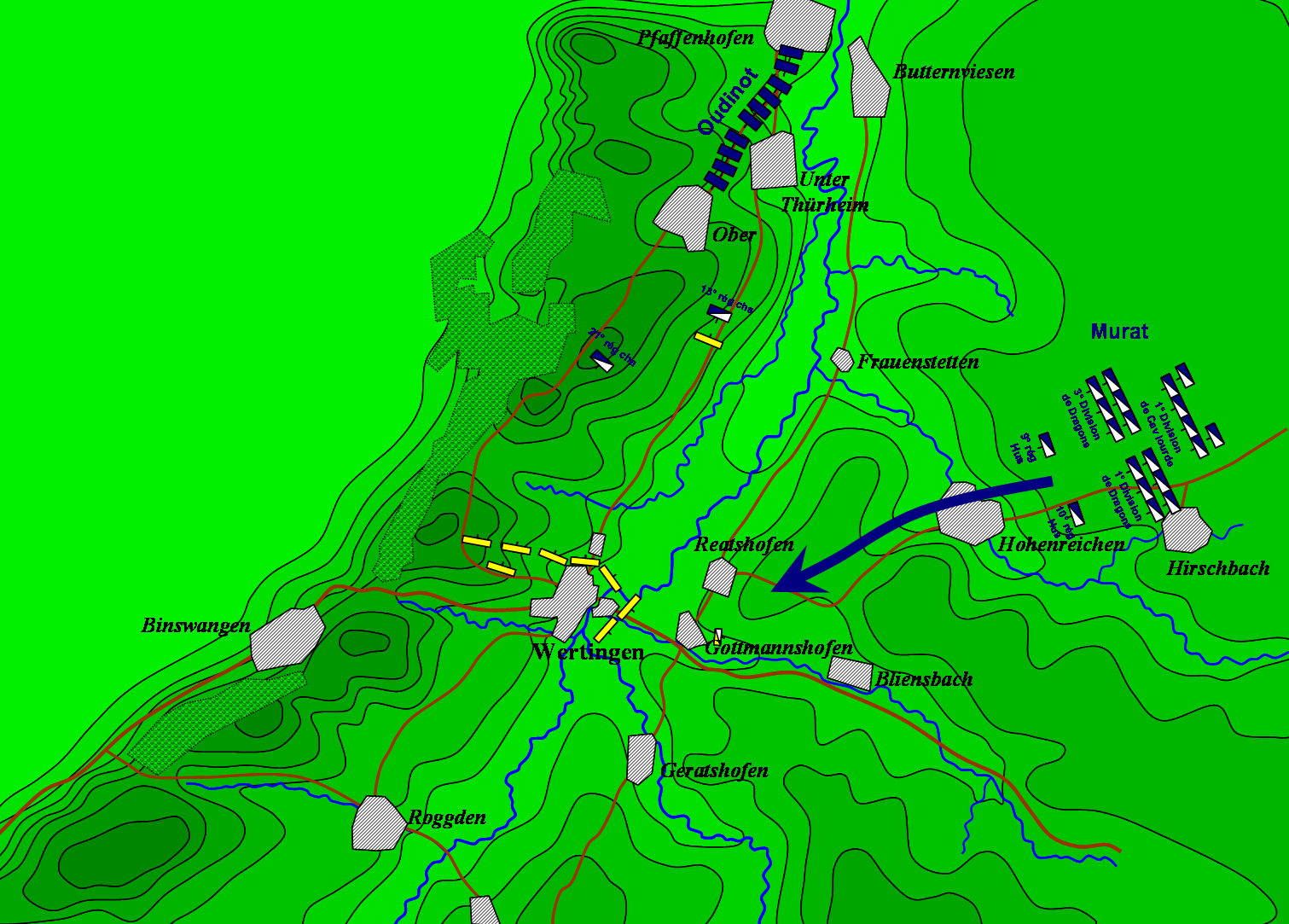
La posizione delle truppe francesi (in blu) e austriache (in giallo) all'inizio della battaglia.

Poiché a quanto pare non si aspettava di dover sostenere alcun combattimento, Auffenberg portò con sé solo nove battaglioni e uno squadrone, per un totale di circa 5 500 uomini. Marciando per dieci ore Auffenberg arrivò a Wertingen attorno alle 8:00 del mattino dell'8 ottobre. Quindi posizionò le sue truppe attorno alla città e inviò alcuni uomini in perlustrazione che, però, non riportarono alcun rapporto riguardo alla eventuale presenza di truppe francesi. Riguardo ai successivi avvenimenti ci sono racconti contrastanti. Insicuro su cosa fare ed avendo poca speranza di ricevere rinforzi, Auffenburg si trovò in una posizione rischiosa. I primi francesi ad arrivare furono le divisioni di cavalleria di Murat: i dragoni di Klein e di Beaumont e il 1º corazzieri di Nansouty. Questi iniziarono subito l'attacco delle postazioni austriache, sostenuti successivamente dai granatieri di Oudinot che speravano di sfondare le difese da nordest. Uno storico parla quindi di singoli battaglioni austriaci dispersi dalla cavalleria francese o circondati e costretti ad arrendersi. Un altro scrittore riporta come i granatieri austriaci avessero formato un enorme quadrato, che resisté alle cariche di cavalleria fino a quando i francesi portarono avanti i granatieri di Oudinot. La battaglia di Wertingen si concluse con una facile vittoria francese.
Le perdite francesi ammontarono a 319 soldati tra morti e feriti. Auffenburg tentò una ritirata a sudovest, ma non fu abbastanza veloce. Gli austriaci persero 400 uomini tra morti e feriti, mentre oltre 2 900 uomini e 6 cannoni vennero catturati. Secondo Chandler gli austriaci catturati furono invece circa 2 000. Tagliati fuori da Vienna, gli austriaci superstiti ripararono verso Günzburg e quindi si ritirarono ancora verso ovest alla volta della loro base a Ulma.

## Interpretazioni
Lo storico Digby Smith, a proposito della spedizione di Auffenberg, osserva: «Non è chiaro il motivo per cui (...) Mack aveva mandato questa piccola forza in una posizione così isolata». Aggiunge inoltre: «La sua continua riorganizzazione delle truppe sul campo di battaglia seminò confusione e demoralizzazione».